# Adidas Etrusco Único

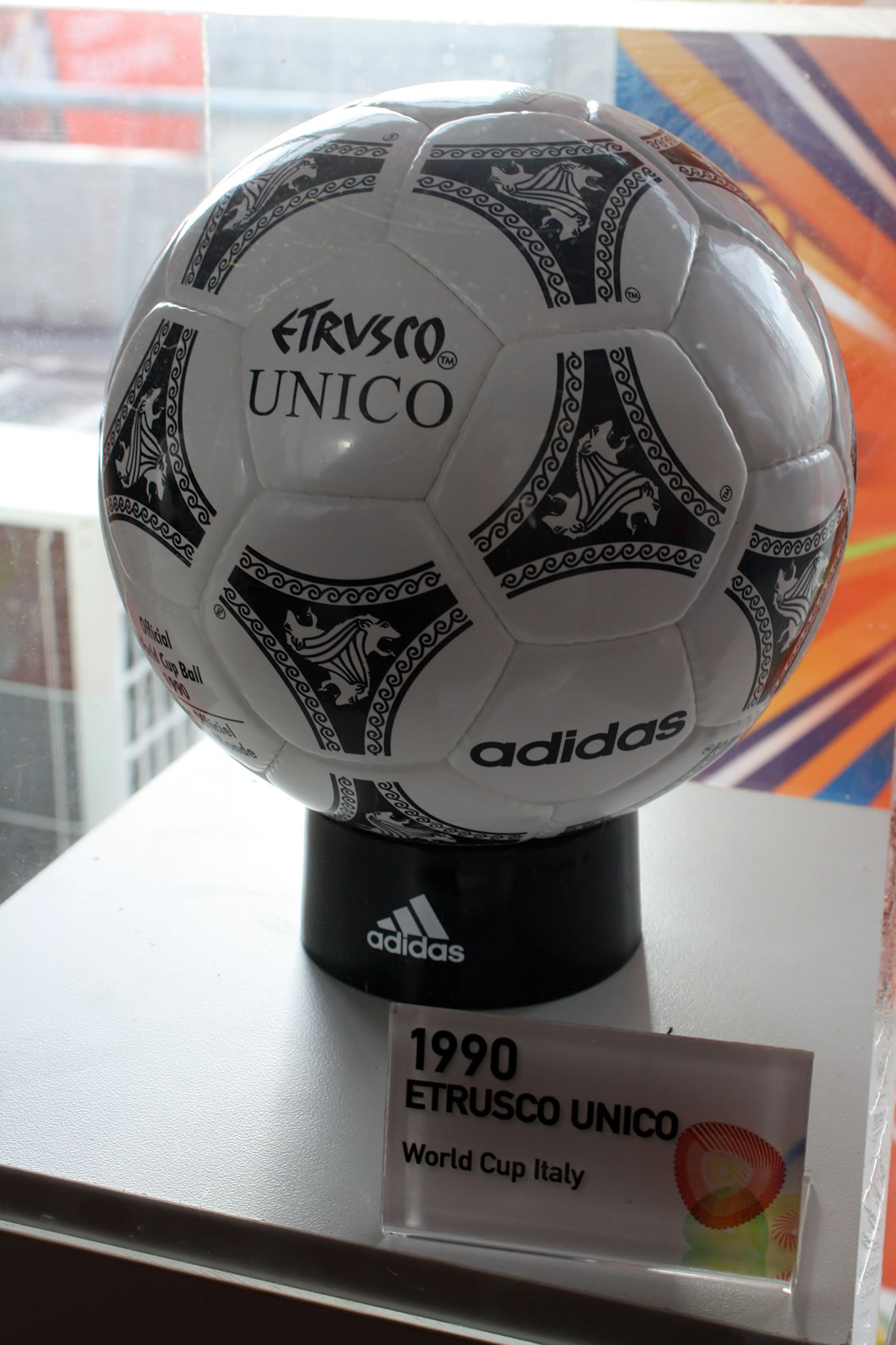
Adidas Etrusco Unico

Adidas Etrusco Único — модель футбольного мяча, созданная компанией Adidas к чемпионату мира по футболу 1990 года, который проходил в Италии. Также использовался на матчах чемпионата Европы в Швеции и на Олимпийских играх 1992 года в испанской Барселоне. Название и дизайн мяча были позаимствованы из культуры этрусков, проживавших в I тыс. до н. э. на территории Апеннинского полуострова.
Мяч состоит из 32 чёрно-белых синтетических панелей (20 шестиугольных и 12 пятиугольных), сшитых 18-метровой пластиковой нитью. На каждом шестиугольнике изображена чёрная «триада», в которую была вписана белая фигура, состоящая из трёх голов этрусских львов. Adidas Etrusco Único стал первым мячом, внутренний слой которого был выполнен из полиуретановой пены.

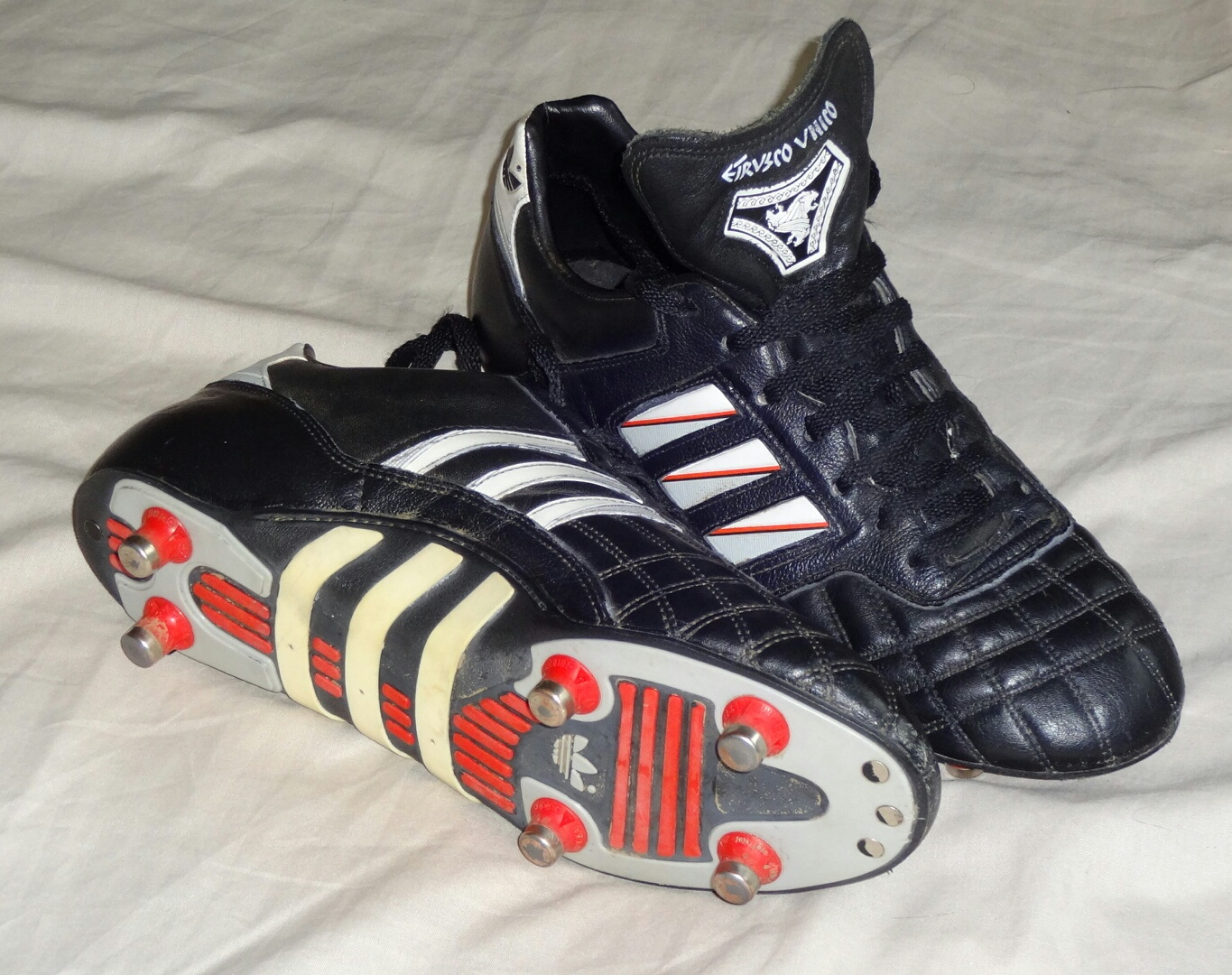
Бутсы Adidas Etrusco Unico

По традиции Adidas выпустил также футбольные бутсы, дизайн которых был схож с дизайном мяча: они также были выполнены в чёрно-белых цветах, а на язычке была воспроизведена «триада» с головами львов.